# Benzoato 4-monoossigenasi
La benzoato 4-monoossigenasi è un enzima appartenente alla classe delle ossidoreduttasi, che catalizza la seguente reazione:
benzoato + NADPH + H+ + O2 ⇄ 4-idrossibenzoato + NADP+ + H2O
L'enzima richiede Fe2+ e tetraidropteridina.